# Mosnes
Mosnes es una comuna francesa situada en el departamento de Indre y Loira, en la región de Centro-Valle del Loira.

## Demografía
| 703 | 639 | 639 | 675 | 677 | 736 | 808 |
| Para los censos de 1962 a 1999 la población legal corresponde a la población sin duplicidades (Fuente: INSEE [Consultar]) |     |     |     |     |     |     |